# Vertu Ascent Ti
Acest articol face referire la o linie de telefoane creată de Vertu. Pentru alte modele din gama Ascent, vezi Vertu.
Ascent Ti este un model din gama Ascent al Vertu, produs de Nokia.